# Xã Meramec, Quận Dent, Missouri
Xã Meramec (tiếng Anh: Meramec Township) là một xã thuộc quận Dent, tiểu bang Missouri, Hoa Kỳ. Năm 2010, dân số của xã này là 313 người.